# Santhal
Pel poble santhal, vegeu santals, per la llengua santhal vegeu santali
Santhal fou un estat tributari protegit de l'agència de Mahi Kantha a la presidència de Bombai. Estava format per 3 pobles, amb 3.356 habitants el 1901. Era un tridomini compartit entre el thakur o bhayad de Katosan, el thakur de Deloli i el thakur de Kasalpura i la part dels seus ingressos es comptaven en la dels respectius thakurs. Conjuntament els tres pagaven un tribut de 1774 rúpies al Gaikwar de Baroda.